# Västerkvarnby
Västerkvarnby, by i Pyttis kommun, Kymmenedalen, Södra Finlands län på finska Länsimyllykylä.
Jordebokshemmanen i byn var tre, nämligen:
1. Öhmans
2. Drockila
3. Viiala